# Yang Jianli

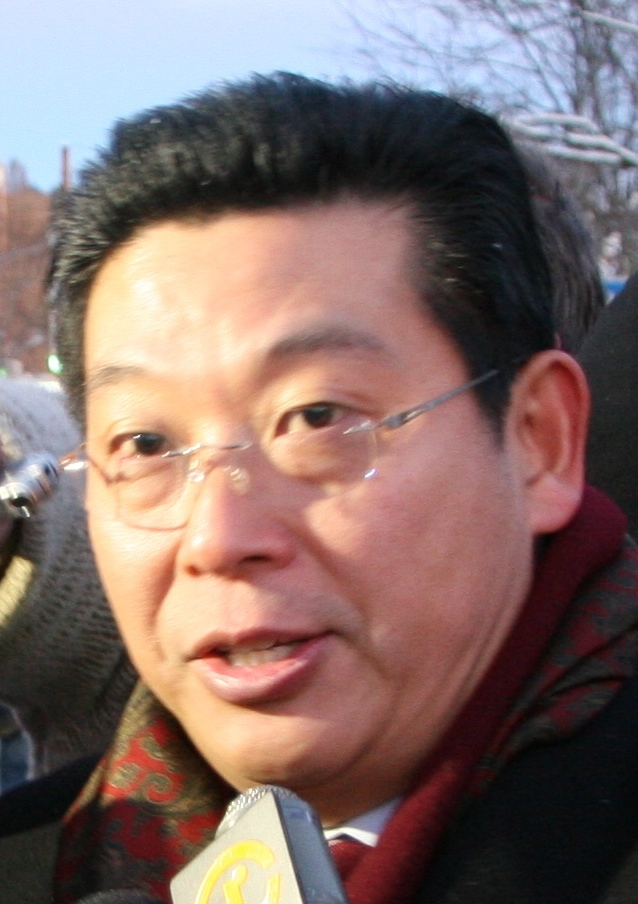

Yang Jianli (nacido en Shandong, China, en 1963) es un disidente chino con residencia en Estados Unidos.
Yang es un activista de la Plaza de Tiananmen en 1989 que llegó a Estados Unidos y obtuvo dos doctorados (un Ph.D. en Economía Política en la Universidad de Harvard y un Ph.D. en Matemáticas en la Universidad de California en Berkeley). Posteriormente, fundó la Foundation for China in the 21st Century. Como producto de su activismo político, fue anotado en una lista negra por parte del gobierno de la República Popular de China, el cual también se negó a renovar su pasaporte.

## Antes y durante el encarcelamiento de Yang
Yang regresó a China en abril del 2002 con el pasaporte de un amigo para ver la conflictividad laboral en el noreste de China. Fue detenido cuando intentaba tomar en un vuelo nacional. A pesar de que, por lo general, Freedom Now (es una organización) no se ocuparía de un caso referente a un ingreso ilegal, desde su detención inicial, Yang ha sido mantenido incomunicado por el gobierno chino en violación de sus propias leyes, y también de las leyes internacionales. A su esposa e hijos, así como a toda su familia, se les negó el acceso para visitar a Yang. Por tanto, sus familiares estaban preocupados, justificadamente, por su salud y su seguridad mientras Yang languidecía en la cárcel.
El 28 de mayo de 2003, un grupo de trabajo de Naciones Unidas, especializado en evaluar detenciones arbitrarias, determinó que Yang Jianli ha sido encarcelado por el gobierno chino en violación del derecho internacional. El 25 de junio del mismo año, la Cámara de Representantes de EE. UU. aprobó H.Res.199 por 412-0 y el Senado de EE. UU. presentó S.Res.184. 
El 4 de agosto de 2003, Estados Unidos hizo un llamamiento al gobierno chino para la liberación de Yang. El portavoz del Departamento de Estado estadounidense, Philip Reeker, declaró: “Hemos planteado el caso, varias veces, ante altos funcionarios del gobierno chino, e instamos a que Yang sea liberado y que se le permita que retorne junte a su familia que se encuentra aquí en los Estados Unidos.
El 8 de diciembre de 2003, una carta de Harvard University (enlace roto disponible en Internet Archive; véase el historial, la primera versión y la última). Law School, con 29 firmas de profesores fue enviada a Wen Jiabao, a través de FedEx, a la Embajada de China. Dos días después, otra carta con firmas de 78 docentes fue enviada desde Harvard University John F. Kennedy School of Government y Medical School a la Embajada de China.
El 26 de abril de 2004, tuvo lugar una rueda de prensa de miembros del Congreso para conmemorar el segundo aniversario de la detención de Yang. 67 legisladores emitieron una advertencia en una carta enviada a Hu Jintao, la cual remarcaba que se trataba del segundo año de detención de Yang Jianli. Por su parte, el legislador Christopher Cox, citando al vicepresidente Dick Cheeney, indicó que la embajada de EE. UU. en Pekín había hablado directamente con el gobierno chino sobre el caso de Yang.
El 13 de mayo de 2004, la República Popular de China anunció su veredicto de que Yang era culpable y fue sentenciado a cinco años de prisión por espionaje e ingreso ilegal.
El 6 de octubre del mismo año, 21 senadores y 85 miembros de la Cámara de Representantes de EE. UU., escribieron una petición a Hu Jintao para conceder la libertad condicional a Yang.
El 15 de junio de 2005, un grupo bipartidista compuesto de 40 Senadores de EE. UU. (incluyendo una Jon Kyl, Barbara Mikulski, Hillary Rodham Clinton, John McCain, Ted Kennedy, y Bob Dole) envió una carta al presidente chino, Hu Jintao, instando la urgente liberación de Yang.
El 10 de abril de 2006, 119 legisladores de Estados Unidos instan a Bush a plantear el caso de Yang Jianli. El 3 de septiembre del mismo año, Yang Jianli fue liberado con la condición de que debía irse de inmediato de China. Sin embargo, Yang insistió en que regresaría a su ciudad natal para barrer la tumba de su padre. Como producto de ello, fue enviado de regreso a la cárcel cuando se encontraba en el aeropuerto.
El 27 de abril de 2007, Yang fue liberado de la prisión china, pero no se le permitió salir de China. Finalmente, el 19 de agosto de 2007, le permitieron regresar a Estados Unidos.
Como un recuerdo de su experiencia durante las protestas del 4 de junio de 1989, en la Plaza de Tiananmen, a favor de la libertad de expresión y de la democracia, un reciente artículo de Yang, publicado en el Washington Post, poco después de su regreso a los Estados Unidos refleja su punto de vista de la situación actual en Birmania; la cual es, espiritualmente acuñada, como La Revolución Azafrán, incluyendo que China tiene una "relación parasitaria con Birmania" y también la genuina voluntad de los intelectuales amantes de la libertad que, en todo el mundo, condenan la brutal opresión en Birmania.